# River Inny (Cornwall)
Der River Inny ist ein Nebenfluss des River Tamar im Südwesten von England. Er ist 32,5 km lang und hat ein Einzugsgebiet von etwa 108 km². Die Quelle liegt bei Davidstow und die Mündung in den River Tamar ist bei Dunteron südöstlich von Launceston bei insgesamt südöstlichen Verlauf. Sein Hauptzufluss ist Penpont Water, wobei der Zusammenfluss dieser beiden Gewässer zwischen den Ortschaften Polyphant und Lewannick liegt, und zwar in der Nähe der Stelle, wo auch die A30 road den Fluss überquert.
Geologisch besteht das Flusstal hauptsächlich aus Schiefer, Sand und Splitt sowie tonigen Untergründen. Die Fauna bietet seltene Arten; die überwiegenden Fischarten, die auch geangelt werden, sind Forellen, Seeforellen und Lachse. Auch Otter werden dort beobachtet. Seltene Vögel sind Eisvogel, Uferseeschwalbe, Wasseramsel, Brachvogel und Bekassine. Teile der Flächen in Flussnähe sind daher Schutzgebiete mit verschiedenen Interessenschwerpunkten (Area of Outstanding Natural Beauty/Area of Great Scientific Value/Area of Great Historical Value status).